# أوتو أمبفيرر
أوتو أمبفيرر (1 ديسمبر 1875 في هوتينغ بالقرب من إنسبروك - 9 يوليو 1947) جيولوجي نمساوي ومتسلق لجبال الألب. 
طور "نظرية التيار الخفي" بفكرة قشرة الأرض العميقة المرنة جزئيًا (نطاق الانسياب) وذلك لشرح العمليات المعقدة لتكون الجبال. وقد أصبح – حتى قبل ألفريد فيغنر – رائد النظرة الحديثة للانجراف القاري.  

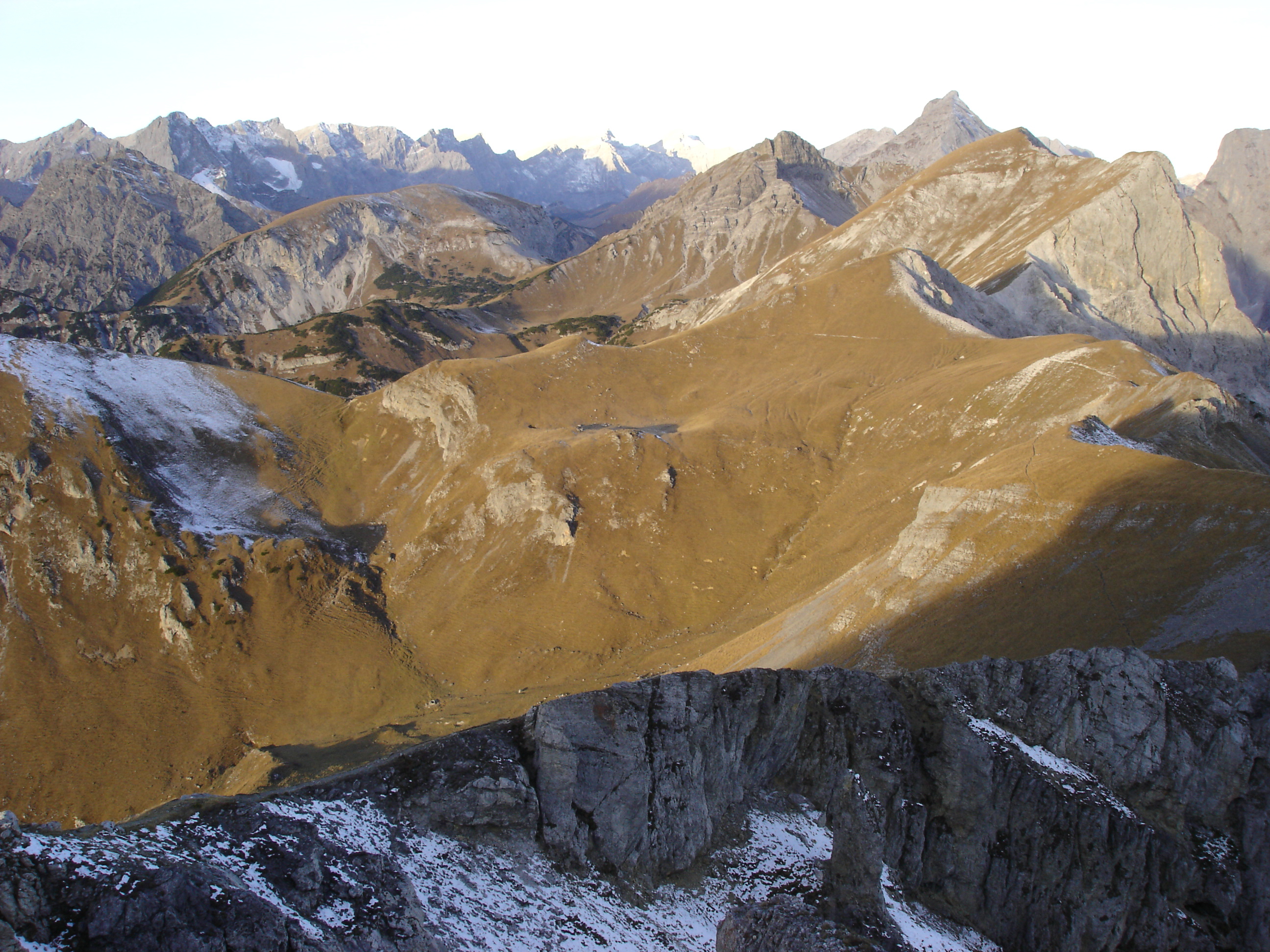
هنا، غرب ستانسر يوخ في تيرول، وصف أمبفيرر التحول الانسيابي.

## حياته وعمله العلمي
التحق أمبفيرر بمدرسة قواعد، ثم درس الفيزياء والرياضيات والجيولوجيا في جامعة إنسبروك بدءا من عام 1895، حيث حصل على الدكتوراه عام 1899. وفي عام 1901 عمل في مؤسسة فيينا الجيوليوجية الاتحادية، والتي كانت في ذلك الوقت تسمى مؤسسة الرايخ الجيولوجية. وفي عام 1902 تزوج من أولغا زاندر، أخت عالم الجيولوجيا الشهير برونو زاندر في إنسبروك.  وفي عام 1919 تم تعيينه كبير الجيولوجيين ونائب مدير المعهد الاتحادي في عام 1925. ومن عام 1935 إلى عام 1937 كان مديرًا لمعهد الأبحاث هذا (مؤسسة الجيولوجيا الاتحادية)  لكنه واصل عمله في الجيولوجيا التكتونية والجليدية والإقليمية.  وأنتج خرائط وأدلة جيولوجية في سلسلة جبال غيزويزه وجبال كايزر، وتناول التجلد الجليدي لجبال الألب. وقد كتب إجمالاً 260 منشورًا والعديد من أوراق الخرائط الجيولوجية. وفي عام 1939 كان أمبفيرر في هيئة الرايخ لأبحاث التربة في فيينا .
ويرتبط اسم أوتو أمبفيرر، من بين أشياء أخرى، بنظرية التيار الخفي، وهي فرضية حول تكوين سلاسل الجبال، والتي ساهمت لاحقًا في تطوير نظرية تكتونية الصفائح . وكان مجال عمله الرئيسي هو جيولوجيا جبال الألب. وفي سياق رسم خرائطه الشاملة لجبال الألب الجيرية التيرولية، تعرف على اندفاع كارويندل في وقت مبكر من عام 1901، والذي لعب أيضًا دورًا مهمًا في تأكيد نظرية الاندفاع الزائد حوالي عام 1905. وفي عام 1906 كتب تحليلًا عن حركة الجبال المطوية ، حيث عارض نظرية الانكماش لألبرت هايم ،   والتي برغم ذلك، لم يتم دحضها أخيرًا إلا في عام 1960 تقريبًا. دافع أمبفيرر عن نظرية تعد واحدة من سلائف النموذج التوضيحي الحالي لتكتونية الصفائح. وفي كتابه عن نمط حركة الجبال المطوية قدم بعض الاعتبارات التكتونية الجيولوجية للعمليات التي تحدث في القشرة العميقة للأرض وفي الوشاح العلوي . ولفترة طويلة، كانت السلبية التكتونية للصهارة بمثابة عقيدة حتى غيرت نظرية التيار الخفي التي وضعها أمفيرر هذه الفكرة في عام 1906.
وتعرف أمبفيرر في هذه التيارات السفلية على القوى التي تؤدي إلى تكوين أحواض المحيطات والجبال العالية على حواف القارات المنجرفة. وفي كتابه "أفكار حول الصورة المتحركة لمنطقة المحيط الأطلسي" (1941)، قدم عملية توقع ما يعرف اليوم بتمدد قاع البحر.  ولقد أدرك أيضًا أنه يجب أن تكون هناك مناطق اندساس. 
اعتبر أمبفيرر انفصال القمر عن الأرض هو السبب وراء عدم توزيع الغلاف الصخري بشكل متساوٍ في زمن القارة البدائية بانجيا. وقد واجه السخرية والازدراء في ذلك الوقت، الأمر الذي على حد تعبيره، أبعده عن مواصلة العمل لسنوات.  
وفي عام 1928، وباستخدام مثال ستانسر يوخ في تيرول، وصف تحولًا في الانسياب أصبح نموذجيًا للعمل اللاحق.  وعلاوة على ذلك، صاغ أمبفيرر تعبيرات "الطي الميت" و "تصدع الجبال" .
ولم يكن أمبفيرر جيولوجيًا متميزًا فحسب، بل صنع لنفسه أيضًا اسمًا كمتسلق جبال. ففي عام 1899، على سبيل المثال، كان هو وكارل بيرجر أول من تسلق قمة كامبانيل باسو في مجموعة برينتا. كما كان أيضًا رسامًا جيدًا ولم يقتصر على العناصر الجيولوجية.

## الجوائز
في عام 1937 حصل على وسام إدوارد سوس  لعمله في مجال علوم الأرض، وفي عام 1939 كانت الجمعية الجيولوجية أول من منحه وسام غوستاف شتاينمان ووصفته بأنه "المفكر في أعماق الجبال" . وتم انتخاب أمبفير، من بين أمور أخرى، عضوًا في أكاديمية ليوبولدينا للعلوم في عام 1936 وعضوا كامل العضوية في أكاديمية فيينا للعلوم في عام 1940.
وفي عام 1956، تم تسمية شارع أمبفيرر في فيينا - في حي فافوريتن (الدائرة العاشرة) باسمه. ويوجد أيضًا شارع أمبفيرر في منطقة إنسبروك في هوتنغر آو، وفي غراتس تم تخصيص تم تسمية ممر أمبفيرر منذ عام 1973. 
ومنذ عام 1983، أنشأت الجمعية الجيولوجية النمساوية، التي كان أمبفيرر رئيسًا لها من عام 1938 إلى عام 1939، جائزة باسمه هي جائزة أوتو أمبفيرر  كل عامين لعلماء الجيولوجيا (أقل من 35 عامًا) لإنجازاتهم البارزة في مجال علوم الأرض.
وفي القارة القطبية الجنوبية تم تسمية جبل أمبفيرر Ampfererberg باسمه.